# Белый Берег (Гомельская область)
Белый Берег (бел. Белы Бераг) — упразднённая деревня в Вербовичском сельсовете Наровлянского района Гомельской области Беларуси.

## География

### Расположение
На территории Полесского радиационно-экологического заповедника.
В 12 км на юг от Наровли, 37 км от железнодорожной станции Ельск (на линии Калинковичи — Овруч), 192 км от Гомеля.
Около деревни находится месторождение железняка.

### Гидрография
На реке Словечна (приток реки Припять). На севере мелиоративный канал, соединённый с рекой Словечна.

## Транспортная сеть
На автодороге Новая Радча — Наровля. Планировка состоит из застройки по обе стороны автодороги. Застройка деревянная, усадебного типа.

## История
По письменным источникам известна с XVII века. С 1610 года фольварк. После 2-го раздела Речи Посполитой (1793 год) в составе Российской империи. 19 августа 1795 года Екатерина 2 наградила лейб-медика Рожерсона Ивана Самойловича в потомственное владение. В 1850 году владение помещика Бразина. В 1801 году обозначена в числе поселений Вербовичского церковного прихода. В 1908 году в Наровлянской волости Речицкого уезда Минской губернии.
В 1929 году жители вступили в колхоз. Во время Великой Отечественной войны 52 жителя погибли на фронте. В 1986 году входила в состав колхоза «Восток» (центр — деревня Белобережская Рудня). В связи с радиационной загрязнённостью лесов прекратило свою деятельность Белобережское лесничество.
Решение Наровлянского районного Совета депутатов от 29.12.2011 № 73 «Об упразднении деревни Белый Берег Вербовичского сельсовета Наровлянского района».
В связи с радиационным загрязнением после катастрофы на Чернобыльской АЭС жители (66 семей) переселены в 1986 году в чистые места, преимущественно в деревню Скрыгалов Мозырского района, где новая улица была названа в память о деревне — Белый Берег. Часть жителей переселена в деревню Скородное Ельского района.

## Население

### Численность
- 1986 год — жители (66 семей) переселены.
- 2013 год — в деревне проживает один пенсионер.

### Динамика
- 1795 год — 14 дворов, 106 жителей.
- 1850 год — 18 дворов.
- 1897 год — 31 двор, 170 жителей (согласно переписи).
- 1908 год — 49 дворов, 335 жителей.
- 1959 год — 290 жителей (согласно переписи).
- 1986 год — 66 дворов, 166 жителей.
- 1986 год — жители (66 семей) переселены.

## Известные уроженцы
- Н. И. Тимошенко — белорусский художник
- Рабешко, Александр Григорьевич (1935—2006) — Герой Социалистического Труда[3].